# Canal de Naapuskoski
Le canal de Naapuskoski (finnois : Naapuskosken kanava) est un canal situé à Leppävirta en Finlande.

## Description
Ce nouveau canal de 80 mètres de longueur reliant les lacs Kallavesi et Unnukka dans le réseau hydrographique de la Vuoksi a été construit en 2004-2005 pour les bateaux de plaisance.
Les dimensions autorisées des bateaux sont (longueur 15,0 m × largeur 4,4 m × tirant d'eau  1,2 m × hauteur 2,8 m).
Le canal fait partie de la voie navigable de Leppävirta.